# ISO 3166-2:DZ
ISO 3166-2:DZ è uno standard ISO che definisce i codici geografici delle suddivisioni dell'Algeria; è un sottogruppo dello standard ISO 3166-2.
I codici, assegnati alle 58 province del paese, sono formati da DZ- (sigla ISO 3166-1 alpha-2 dello Stato), seguito da due cifre, da 01 a 48: da 01 a 31 sono assegnati alle province istituite nel 1974, da 32 a 48 a quelle istituite nel 1983 mentre i restanti alle nuove province in vigore dal 2019.

## Codici

Mappa dell'Algeria divisa in province dopo il 26 novembre 2019, ognuna etichettata con il proprio nome.

| Codice | Provincia           |
| ------ | ------------------- |
| DZ-01  | Adrar               |
| DZ-44  | ʿAyn Defla          |
| DZ-46  | ʿAyn Temūshent      |
| DZ-58  | Al-Mani'a           |
| DZ-16  | Algeri              |
| DZ-23  | Annaba              |
| DZ-05  | Batna               |
| DZ-08  | Béchar              |
| DZ-06  | Béjaïa              |
| DZ-52  | Béni Abbès          |
| DZ-07  | Biskra              |
| DZ-09  | Blida               |
| DZ-50  | Bordj Badji Mokhtar |
| DZ-34  | Bordj Bou Arreridj  |
| DZ-10  | Bouira              |
| DZ-35  | Boumerdès           |
| DZ-02  | Chlef               |
| DZ-25  | Costantina          |
| DZ-56  | Djanet              |
| DZ-17  | Djelfa              |
| DZ-32  | El Bayadh           |
| DZ-57  | El M'Ghair          |
| DZ-39  | El Oued             |
| DZ-36  | El Tarf             |
| DZ-47  | Ghardaïa            |
| DZ-24  | Guelma              |
| DZ-33  | Illizi              |
| DZ-54  | In Guezzam          |
| DZ-53  | In Salah            |
| DZ-18  | Jijel               |
| DZ-40  | Khenchela           |
| DZ-03  | Laghouat            |
| DZ-29  | Mascara             |
| DZ-26  | Médéa               |
| DZ-43  | Mila                |
| DZ-27  | Mostaganem          |
| DZ-28  | M'Sila              |
| DZ-45  | Naâma               |
| DZ-31  | Orano               |
| DZ-30  | Ouargla             |
| DZ-51  | Ouled Djellal       |
| DZ-04  | Oum el-Bouaghi      |
| DZ-48  | Relizane            |
| DZ-20  | Saida               |
| DZ-19  | Sétif               |
| DZ-22  | Sidi Bel Abbes      |
| DZ-21  | Skikda              |
| DZ-41  | Souk Ahras          |
| DZ-11  | Tamanrasset         |
| DZ-12  | Tébessa             |
| DZ-14  | Tiaret              |
| DZ-49  | Timimoun            |
| DZ-37  | Tindouf             |
| DZ-42  | Tipaza              |
| DZ-38  | Tissemsilt          |
| DZ-15  | Tizi Ouzou          |
| DZ-13  | Tlemcen             |
| DZ-55  | Touggourt           |